# Triacastela
Triacastela es un municipio situado en la provincia de Lugo (Galicia, España) en la comarca de Sarria y en el Camino de Santiago.

## Historia
A mediados del siglo XIX se le denominaba Triancastelaen, en varios privilegios es citada con el nombre de “Triacastelle” o “Triacastelle Nova”, otros documentos entre ellos la más antigua guía de peregrinos el “Códice Calixtino” figura “ Triacastellus”. Varios reyes y miembros de la nobleza tuvieron relación con la villa. El máximo benefactor fue el rey Alfonso IX (1188-1230), del que se dice que incluso paso algún tiempo allí. En el lugar de San Pedro de Ermo, se encontraba el monasterio de San Pedro y San Pablo que fue fundado por el conde Gatón del Bierzo. En 919, el rey Ordoño II de León y su esposa la reina Elvira Menéndez confirmaron al monasterio y a su abad las donaciones que el conde Gatón, abuelo de la reina, había hecho y las incrementaron con libros y alhajas. También concedió al cenobio la villa de Ranimiro.

## Geografía humana

### Demografía
Cuenta con una población de 609 habitantes (INE 2024).
| Gráfica de evolución demográfica de Triacastela entre 1842 y 2021                                                                                                 |
| |
| Población de derecho según los censos de población del INE Población de hecho según los censos de población del INEEn este censo se denominaba Triancastela: 1842 |

## Organización territorial
El municipio está formado por veintinueve entidades de población distribuidas en ocho parroquias:
- Alfoz[9] (Santa Eulalia)[8][11][12]
- Balsa[9] (San Breixo)[8][13][12]
- Cancelo (San Cristobo)[8][14]
- Lamas[9] (San Isidro)[8][15][16][12]
- Monte[9] (Santa María)[8][17][18]
- Toldaos (San Salvador)
- Triacastela (Santiago)
- Vilavella (Santa María)

## Patrimonio
En el lugar de Cancelo se encuentra la Cueva Eirós donde se encontraron restos de Homo neanderthalensis y han sido identificados un total de 13 paneles con arte rupestre con un total de 93 motivos además de la recuperación de más de diez mil registros y piezas que han convertido Cova Eirós en uno de los yacimientos de referencia para el estudio de la evolución de los modos de vida, de la tecnología, de la fauna y de las condiciones paleoclimáticas de las comunidades de cazadores y recolectores que vivieron en Galicia hace 40 000 años.
En Cancelo también se encuentra la iglesia de San Cristovo de Cancelo que cuenta con pinturas del siglo XVI. Las pinturas representan la Última Cena y varios pasajes de la Pasión de Cristo.